# Hongaarse forint

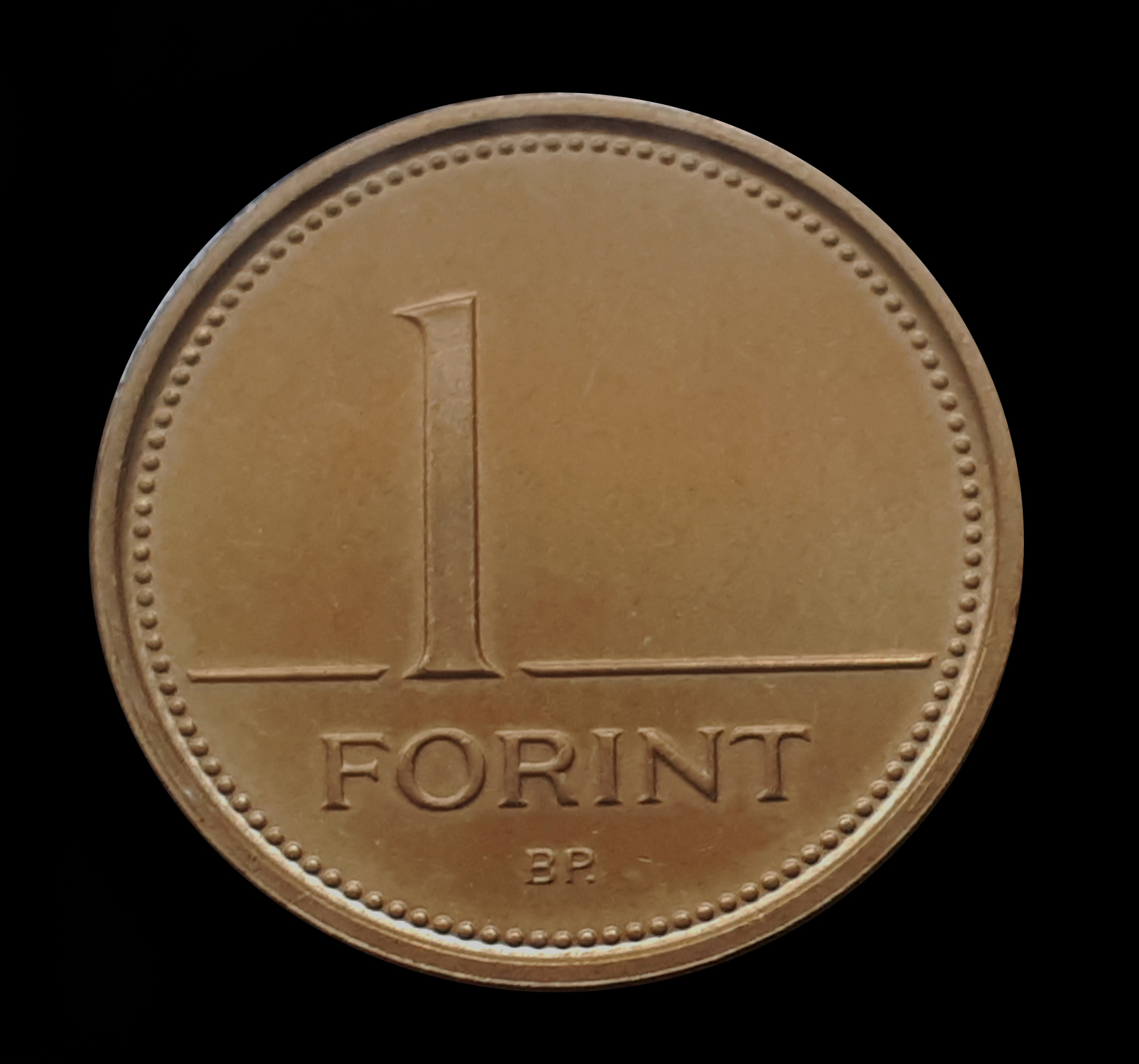
Munt van 1 forint

Wisselkoers van de euro ten opzichte van de forint sinds 1999

De Hongaarse forint (HUF) is de munteenheid van Hongarije, ingevoerd in 1946. De forint verving de toenmalige pengő na een jaar van ongekende hyperinflatie. Ook in de 19e eeuw had Hongarije een forint. Die werd in 1892 vervangen door de Oostenrijkse kroon (korona).
Tot 1999 kende de forint een onderverdeling in 100 fillér. Die munt werd uit de roulatie genomen vanwege de geldontwaarding.
De naam forint is afgeleid van de plaatsnaam Florence. De naam van de munt is daarmee dezelfde als die van de vroegere florijn in Nederland. In vertaalde boeken uit de 19e eeuw wordt de Hongaarse forint ook weleens gulden genoemd.
Na het uiteenvallen van het Oostblok is de forint sterk in waarde gedaald. Zie verder het lemma over de Hongaarse economie.

## Verdeling van de munten
Er zijn munten van 5, 10, 20, 50, 100 en 200 forint. De munten van 1 forint en 2 forint worden sinds 1 maart 2008 niet meer gebruikt. De munten worden geslagen bij Magyar Pénzverő.

## Verdeling van de bankbiljetten
De huidige bankbiljetten werden voor het eerst uitgegeven in 1997.
| Waarde        | Voorzijde | Achterzijde | Portret voorzijde        | Beeltenis achterzijde                        |
| ------------- | --------- | ----------- | ------------------------ | -------------------------------------------- |
| 500 forint    |           |             | Frans II Rákóczi         | Rákóczi-burcht in Sárospatak                 |
| 1.000 forint  |           |             | Matthias Corvinus        | Herculesbron in de heuvelburcht van Visegrád |
| 2.000 forint  |           |             | Gabriël Bethlen          | Gabriël Bethlen te midden van hooggeleerden  |
| 5.000 forint  |           |             | István Széchenyi         | Széchenyi-kasteel in Nagycenk                |
| 10.000 forint |           |             | Stefanus I van Hongarije | Esztergom                                    |
| 20.000 forint |           |             | Ferenc Deák              | Voormalig parlementsgebouw in Pest           |

## Euro
Oorspronkelijk zou Hongarije rond 2010 de euro invoeren als munteenheid, maar deze datum werd niet gehaald vanwege moeilijkheden met het op tijd in orde brengen van het begrotingstekort. In februari 2011 verklaarde premier Viktor Orbán dat hij geen introductie van de euro verwachtte voor 2020.
Uit een peiling in januari 2022 bleek dat 64% van de Hongaren van mening was dat de invoering van de euro een positief effect zal hebben op hun situatie. Slechts 26% gingen uit van een verslechtering. De meerderheid geloofde overigens niet dat hun land klaar was voor de overstap naar de euro.